# La colline aux mille enfants
La colline aux mille enfants è un film televisivo francese del 1994 diretto da Jean-Louis Lorenzi.

## Trama
La vicenda è ambientata nella Francia occupata dai tedeschi nel 1941, in cui i raid aerei sono in aumento e i bambini vengono strappati dai loro genitori.
Nella località di Le Chambon-sur-Lignon, nel Velay, una giovane donna, Clara (Jip Wijngaarden) stremata da un lungo viaggio, bussa alla porta della canonica. La moglie del pastore, Martha Fontane (Ottavia Piccolo), accoglie Clara dopo aver precedentemente aiutato gli ebrei a sfuggire alle persecuzioni naziste e, dal suo pulpito, Jean Fontaine (Patrick Raynal) sollecita con veemenza i suoi parrocchiani ad aiutare i bambini di tutta Europa. Le sue parole danno luogo a reazioni diverse: Mauritius (Fred Personne), seguito dal figlio René (Benoît Magimel), lascia la parrocchia facendo minacce contro coloro che disobbediranno alle leggi di Vichy. Tuttavia, il giorno dopo, Myriam (Violetta Michalczuk), una giovane donna polacca, e David (Rouby Honigmann), un berlinese, sono accolti da Marc (Philippe Lefebvre), un professore di matematica.
In qualche modo, la vita è organizzata con questi bambini appena messi in aziende agricole circostanti, mentre la milizia è più forte la pressione.